# Campionato mondiale di scherma 1994
Il Campionato mondiale di scherma del 1994 si è svolto ad Atene in Grecia.
Sono stati assegnati 4 titoli femminili e 6 titoli maschili:
- femminile
  - fioretto individuale
  - fioretto a squadre
  - spada individuale
  - spada a squadre
- maschile
  - fioretto individuale
  - fioretto a squadre
  - sciabola individuale
  - sciabola a squadre
  - spada individuale
  - spada a squadre

## Risultati

### Uomini
| Evento                          | Oro                                                                             | Argento                                                               | Bronzo                                                          |
| Spada                           |                                                                                 |                                                                       |                                                                 |
| Spada individuale (dettagli)    | Pavel Kolobkov                                                                  | Olivier Jaquet                                                        | Arnd Schmitt Jean-Michel Henry                                  |
| Spada a squadre (dettagli)      | Francia Éric Srecki Robert Leroux Jean-Michel Henry Hervé Faget                 | Germania Michael Flegler Arnd Schmitt Elmar Borrmann Mariusz Strzałka | Corea del Sud Lee Sang-Gi Lee Sang-Yeop Yun Won-Jin             |
| Fioretto                        |                                                                                 |                                                                       |                                                                 |
| Fioretto individuale (dettagli) | Rolando Tucker                                                                  | Alessandro Puccini                                                    | Oscar García Thorsten Weidner                                   |
| Fioretto a squadre (dettagli)   | Italia Marco Arpino Andrea Borella Stefano Cerioni Alessandro Puccini           | Germania Thorsten Weidner Uwe Römer Udo Wagner Alexander Koch         | Cina Ye Chong Dong Zhaozhi Wang Haibin Wang Lihong              |
| Sciabola                        |                                                                                 |                                                                       |                                                                 |
| Sciabola individuale (dettagli) | Felix Becker                                                                    | Stanislav Pozdnjakov                                                  | Bence Szabó Grigorij Kirienko                                   |
| Sciabola a squadre (dettagli)   | Russia Stanislav Pozdnjakov Aleksej Ermolaev Grigorij Kirienko Aleksandr Širšov | Ungheria Bence Szabó József Navarrete György Boros Csaba Köves        | Romania Vilmoș Szabo Daniel Grigore Florin Lupeică Dan Găureanu |

### Donne
| Evento                          | Oro                                                                              | Argento                                                                         | Bronzo                                                                             |
| Fioretto                        |                                                                                  |                                                                                 |                                                                                    |
| Fioretto individuale (dettagli) | Zsofia Lazăr-Szabo                                                               | Valentina Vezzali                                                               | Francesca Bortolozzi Laurence Modaine                                              |
| Fioretto a squadre (dettagli)   | Romania Claudia Grigorescu Zsofia Lazăr-Szabo Laura Badea Elisabeta Tufan        | Italia Giovanna Trillini Valentina Vezzali Diana Bianchedi Francesca Bortolozzi | Ungheria Gabriella Lantos Aida Mohamed Zsuzsanna Jánosi Ildikó Mincza              |
| Spada                           |                                                                                  |                                                                                 |                                                                                    |
| Spada individuale (dettagli)    | Laura Chiesa                                                                     | Katja Nass                                                                      | Corinna Panzeri Minna Lehtola                                                      |
| Spada a squadre (dettagli)      | Spagna Taymi Chappé Rosa María Castillejo Carmen Ruiz Hervías Cristina de Vargas | Ungheria Gyöngyi Szalay Adrienn Hormay Mariann Horváth Hajnalka Kiraly          | Polonia Dominika Butkiewicz Dorota Słomińska Magdalena Jeziorowska Joanna Jakimiuk |

## Medagliere
| Posizione | Nazione       |    |    |    | Totale |
| --------- | ------------- | -- | -- | -- | ------ |
| 1         | Italia        | 2  | 3  | 2  | 7      |
| 2         | Russia        | 2  | 1  | 1  | 4      |
| 3         | Romania       | 2  | 0  | 1  | 3      |
| 4         | Germania      | 1  | 3  | 2  | 6      |
| 5         | Francia       | 1  | 0  | 2  | 3      |
| 6         | Cuba          | 1  | 0  | 1  | 2      |
| 7         | Spagna        | 1  | 0  | 0  | 1      |
| 8         | Ungheria      | 0  | 2  | 2  | 4      |
| 9         | Svizzera      | 0  | 1  | 0  | 1      |
| 10        | Cina          | 0  | 0  | 1  | 1      |
| 10        | Finlandia     | 0  | 0  | 1  | 1      |
| 10        | Corea del Sud | 0  | 0  | 1  | 1      |
| 10        | Polonia       | 0  | 0  | 1  | 1      |
| Totale    | Totale        | 10 | 10 | 15 | 35     |